# П'юджет-Саунд
П'ю́джет-Са́унд (англ. Puget Sound) — зунд Тихого океану, складова моря Селіш, біля берегів Північної Америки (США). 
Складна мережа естуаріїв

взаємопов’язаних морських водних шляхів і басейнів, з одним великим і двома другорядними з’єднаннями з відкритим Тихим океаном через протоку Хуан-де-Фука — протока Адміралтейства є основним з’єднанням і Десепшн-Пасс та Свіноміш-канал є другорядними.
Довжина 126 км, ширина біля входу 60 км, глибина до 245 м. Багато островів, зручних бухт. Зі сторони океану вхід в затоку прикритий островом Ванкувер.
Потік води через Десепшн-Пасс приблизно дорівнює 2% загального припливного обміну між П'юджет-Саунд і протокою Хуан-де-Фука. 
 
Довжина П'юджет-Саунд становить приблизно 160 км від Десепшн-Пасс на півночі до Олимпії на півдні. 
Середня глибина — 140 м 
, 
а його максимальна глибина біля мису Джефферсон між Індіанолою та Кінгстоном — 280 м. 
Глибина акваторії між південним краєм острова Відбі та Такома — 180 м. 

Припливи неправильні півдобові (до 4,3 м). Найбільші порти — Сіетл, Такома.
Батьківщина художника-експресіоніста Морріса Ґрейвса